# 鉄貫
鉄貫（てっかん）は、日本の暗器の一種である。護身用として使われる。室町時代以前から伝わる。

## 概要
形状は斧に似ており使い方は鉄拳と同じく手にはめて使う。刃がついていないため相手に向けても相手を傷つけることがなく、敵を打ったり、突いたり、敵の攻撃を払ったりなどに多く使用する。鉄貫は正伝長尾流躰術で使われている武器でもある。形状は似ているが、懐剣（かいけん）と呼ばれるものがあり、こちらは刃がついていて晩年の宮本武蔵が自作し護身用として使用していた。